# Rugby 15 en los Juegos Asiáticos 1998
El Rugby en los Juegos Asiáticos de 1998 se disputó entre el 10 y 18 de diciembre de 1998 en el Estadio del Real Ejército Tailandés en Bangkok, participaron 6 selecciones de Asia.
Corea del Sur venció en la final a Japón para ganar la medalla de oro.

## Resultados

### Grupo A
| Pos | Países        | Partidos | Partidos | Partidos | Partidos | Tantos | Tantos | Tantos | Pts |
| Pos | Países        | J        | G        | E        | P        | PF     | PC     | DP     | Pts |
| --- | ------------- | -------- | -------- | -------- | -------- | ------ | ------ | ------ | --- |
| 1   | Corea del Sur | 2        | 2        | 0        | 0        | 150    | 6      | +144   | 4   |
| 2   | Sri Lanka     | 2        | 1        | 0        | 1        | 21     | 96     | -75    | 2   |
| 3   | Tailandia     | 2        | 0        | 0        | 2        | 9      | 78     | -69    | 0   |

#### Resultados
| 10 de diciembre | Corea del Sur | 90 - 3 | Sri Lanka |  |  |

| 12 de diciembre | Sri Lanka | 18 - 6 | Tailandia |  |  |

| 14 de diciembre | Corea del Sur | 60 - 3 | Tailandia |  |  |

### Grupo B
| Pos | Países       | Partidos | Partidos | Partidos | Partidos | Tantos | Tantos | Tantos | Pts |
| Pos | Países       | J        | G        | E        | P        | PF     | PC     | DP     | Pts |
| --- | ------------ | -------- | -------- | -------- | -------- | ------ | ------ | ------ | --- |
| 1   | Japón        | 2        | 2        | 0        | 0        | 183    | 9      | +174   | 4   |
| 2   | China Taipéi | 2        | 1        | 0        | 1        | 33     | 76     | -43    | 2   |
| 3   | Kazajistán   | 2        | 0        | 0        | 2        | 14     | 145    | -131   | 0   |

#### Resultados
| 10 de diciembre | Japón | 111 - 3 | Kazajistán |  |  |

| 12 de diciembre | Japón | 65 - 6 | China Taipéi |  |  |

| 14 de diciembre | China Taipéi | 27 - 11 | Kazajistán |  |  |

## Fase Final

### Semifinal
| 16 de diciembre | Japón | 116 - 0 | Sri Lanka |  |  |

| 16 de diciembre | Corea del Sur | 69 - 5 | China Taipéi |  |  |

### Medalla de bronce
| 16 de diciembre | Sri Lanka | 20 - 38 | China Taipéi |  |  |

### Medalla de oro
| 16 de diciembre | Japón | 17 - 21 | Corea del Sur |  |  |